# Carex porrecta
Carex porrecta är en halvgräsart som beskrevs av Anton Albert Reznicek och Camelb. Carex porrecta ingår i släktet starrar, och familjen halvgräs. Inga underarter finns listade i Catalogue of Life.